# Нижнее Кюльмаярви
Нижнее Кюльмаярви — озеро на территории Луусалмского сельского поселения Калевальского района Республики Карелии.

## Общие сведения
Площадь озера — 1,3 км². Располагается на высоте 233,2 метров над уровнем моря.
Форма озера лопастная, продолговатая: оно вытянуто с северо-запада на юго-восток. Берега каменисто-песчаные, преимущественно возвышенные.
Через озеро протекает река Вожма, впадающая в озеро Пистаярви, через которое протекает река Писта, впадающая в озеро Верхнее Куйто.
В озере расположено не менее четырёх небольших безымянных островов..
Код объекта в государственном водном реестре — 02020000811102000004456.